# مسگران (سربیشه)
مسگران یک روستا در ایران است که در بخش مرکزی شهرستان سربیشه واقع شده‌است. مسگران ۲۲ نفر جمعیت دارد.